# Hermann Bock (Unternehmen)

Logo Objekteinrichtung Hermann Bock GmbH

Die Hermann Bock GmbH ist ein deutscher Hersteller von Pflegehilfsmitteln für die häusliche und stationäre Pflege. Der Schwerpunkt liegt hierbei auf der Entwicklung und Herstellung von Gesundheitsbetten und präventiven Liegeflächensystemen. Der Firmensitz ist die ostwestfälische Stadt Verl.
Im Jahr 2016 beschäftigte das Unternehmen etwa 150 Mitarbeiter und erzielte mit über 30.000 verkauften Betten einen Umsatz von 25 Millionen Euro.

## Geschichte
Die Geschichte des Unternehmens Hermann Bock begann mit Gründung am 1. April 1919 in Gütersloh durch Hermann Bock. Es wurden zunächst Streben, Schutzbleche, Kettenschützer und Sättel für die Fahrradindustrie produziert. Mit dem Firmeneintritt von Ernst Bock, dem 1979 gewählten stellvertretenden Bürgermeister der Gemeinde Verl, wurde am 1. September 1962 die Fertigung von Stahlrohrgestellen für die Möbelindustrie aufgenommen. Im Mai 1968 wurde die Produktion der Fahrradzubehörteile endgültig eingestellt und Hermann Bock konzentrierte sich auf die Herstellung jener Stahlrohrgestellen. Im Jahre 1971 erhielt das Unternehmen einen Großauftrag für die Ausstattung der olympischen Stätten mit Tisch-Untergestellen auf den olympischen Sommerspielen 1972 in München und Kiel. Weitergehend fokussierte sich die Hermann Bock GmbH Anfang der 1970er-Jahre auf gesundheitsorientiertes Liegen mit der Produktion von Lattenrosten. Der Entwicklung und Herstellung eines zweimotorigen Lattenrostes folgte das erste höhenverstellbare elektrische Pflegebett im Jahre 1983. Seit 1992 bietet Hermann Bock komplette Pflegeeinrichtungen an und besitzt eine marktrelevante Stellung im Bereich Gesundheitsbetten für Therapie und Pflege in Deutschland.
Bekanntheit erlangte das Unternehmen durch einige Entwicklungen. Im Jahr 1938 wurde mit dem zusammenklappbaren Stuhl das erste Patent gewährt und ein essentielles Produkt im Bereich Camping geschaffen. Im Jahr 1999 wurden die Hubsäule sowie die Höhenverstelleinrichtung insbesondere für Kranken- und Pflegebetten als Patente gewährt. Es folgten weitere Entwicklungen im Pflegesektor, wie z. B. Schlafsysteme und die Federelemente Spiroplex und Ripolux. Das im Jahr 2014 entwickelte Smart Care Control, eine drahtlose und grafische Bettsteuerung per Tablet-App mit modularen Messfühlern, und das Ultraniedrigbett gehörten zu den Nominierten des Innovationspreises der Messe Altenpflege 2015. Durch das Ultraniedrigbett ermöglicht das Unternehmen erstmals in Deutschland Schlafpositionen mit Betthöhen im einstelligen Zentimeterbereich zum Zwecke der Sturzprophylaxe und Vermeidung freiheitsentziehender Maßnahmen an pflegebedürftigen Personen.
Im November 2016 November hat die Hermann Bock GmbH ein neues Verwaltungsgebäude mit einer Nutzfläche von etwa 1300 Quadratmeter in der Nickelstraße in Verl bezogen.
Die Hermann Bock GmbH ist im Jahr 2017 für SMART Care Control® mit dem OWL-Innovationspreis „Zukunft gestalten“ ausgezeichnet worden. Im Pflegealltag sorgt SMART Care Control unter anderem dafür, dass Pflegekräfte beispielsweise per App benachrichtigt werden, wenn ein sturzgefährdeter Bewohner im Begriff ist, das Bett zu verlassen.

## Produktionsprogramm
Das Produktionsprogramm der Hermann Bock GmbH unterteilt sich in zwei zentrale Bereiche:
- Produkte für die häusliche Pflege. Dazu zählen vor allem Standard- sowie Spezialbetten, Nachttische, Seitengitter, Matratzen und  Zubehör.
- Leistungsspektrum der Objekteinrichtung. Hierzu gehören ganzheitliche Raumkonzepte und Objektbetten Reha-Einrichtungen und Seniorenheime.

Der Vertrieb der Produkte konzentriert sich auf den europäischen Raum, ergänzt durch Vertriebspartner in Australien, Neuseeland und Asien. 